# Розалія Жевуська
Графиня Розалія Жевуська, уроджена княжна Любомирська (нар. 3 вересня 1788, Київ — пом. 11 січня 1865, Варшава) — польська аристократка, художниця та письменниця із родини Любомирських, статс-дама, мемуаристка; дружина мандрівника і сходознавця графа Вацлава Жевуського.

## Біографія
Дочка князя Олександра Любомирського (1751—1804), каштеляна київського, від його шлюбу з однією з найкрасивіших жінок свого часу, Розалією Ходкевич (1768—1794). При народженні отримала ім'я Олександра Франциска Феофіла. У п'ятирічному віці втратила матір, яка стала жертвою Французької революції.
Разом з матір'ю перебувала в ув'язненні. Після її страти в червні 1794 року, була поміщена в тюремну лікарню, де її знайшов представник батька і вивіз із Франції. В пам'ять про матір отримала її ім'я Розалія. Виховувалася у Берліні під опікою Ізабелли Лещинської та отримала гарну освіту.
17 серпня 1805 року у Відні одружилася зі своїм двоюрідним дядьком графом Вацлавом Жевуським (1785—1831), сином гетьмана Северина. Шлюб цей був не надто вдалим, хоча в ньому і народилося четверо дітей. Подружжя довго жили нарізно. Граф Вацлав проводив багато часу в подорожах по Близькому Сходу, дружина ж воліла жити у Відні, Італії, на Рів'єрі і в Петербурзі.
Розалія Жевуська входила до придворних кіл та була в пошані. Вважалася однією з найбільш відомих і найкрасивіших жінок під час Віденського конгресу. Її салон у Відні, за словами сучасника, «був першим у Європі по розуму, люб'язності й освіті його відвідувачів». Його охоче відвідували відомі політики, дипломати, філософи, письменники і художники.
Жевуська товаришувала з імператором Олександром I, пізніше її високо цінував Микола I. Говорили, що, будучи примітною фігурою при австрійському дворі, вона надавала політичні послуги російському урядові. Була ревною католичкою і принц Шарль де Лінь говорив про неї, що «вона прекрасна, як любов, і освічена, як отці церкви».
Великий князь Костянтин Павлович «завжди відзначав Розалію Жевуську, за красою і розумом гідну його уваги», але «любив жартувати над її клерикальністю і часто звертався до неї зі священними текстами». Її ім'я зустрічається в листуванні Олександра Тургенєва з Петром Вяземським, з останнім вона познайомилася в середині 1810-х років, коли бувала в Петербурзі. В цей же час Жевуська познайомилася і з Миколою Карамзіним, який також цінував її за розум і писав у 1817 році: «Тепер їдемо обідати до Лаваль, щоб мудрувати з Розалією Жевуською».
У 1823 році у Варшаві був анонімно опублікований історичний роман «Ядвіга, королева Польщі», автором якого вважається Розалія Жевуська.
Графиня Жевуська була першим закордонним читачем «Філософських листів» Петра Чаадаєва і залишила свої зауваження. Мала певну схильність до літературної творчості. У 1836 році описала свою подорож до Константинополя. Все життя вела щоденники французькою, які були видані трьома томами в 1939 році в Римі.
Протягом свого довгого життя графиня Жевуська перенесла багато нещасть. У 1831 році під час польського повстання безвісти пропав її чоловік. Старший син Станіслав, історик і філософ, під час того ж повстання був поранений і помер молодим у тому ж році. Вимушена покинути Варшаву, Жевуська зупинилася у Відні, в 1833—1834 роках вона жила переважно в Італії та Швейцарії. У 1837 році загинув на Кавказі її молодший син Вітольд. Єдина дочка Каліста, що вийшла заміж за італійського князя, померла молодою в 1842 році, залишивши матері двох онучок.
З 1834 року розпочалося знайомство і тривале листування Жевуської з родичкою Евеліною Жевуською, у шлюбі Ганською, майбутньої дружиною Оноре де Бальзака (у листах до нареченої він називав Жевуську «страшною тітонькою»). Приблизно в ті ж роки Жевуська познайомилася в Одесі з сестрами Евеліни, відомою Кароліною Собанською та Поліною Різніч. 31 травня 1845 року графиня Жевуська була пожалувана в статс-дами імператорського двору.
Останні роки життя жила у Варшаві і виступала проти революційних польських рухів, за що співвітчизники вважали її агентом російського уряду, хоча сучасні дослідження відкидають це припущення як конспірологічне. Померла в січні 1865 року. 

## Діти
В шлюбі мала чотирьох дітей:
- Станіслав Жевуський (1806—1831) — філософ, літератор.
- Леонс Жевуський (1808—1869) — власник Підгорецького замку, помер бездітним.
- Каліста Теано (1810—1842) — з 1840 року дружина італійського аристократа Мікеланджело Каетані (1804—1882), князя Сермонети.
- Вітольд Жевуський (1811—1837) — загинув на Кавказі.

## Галерея

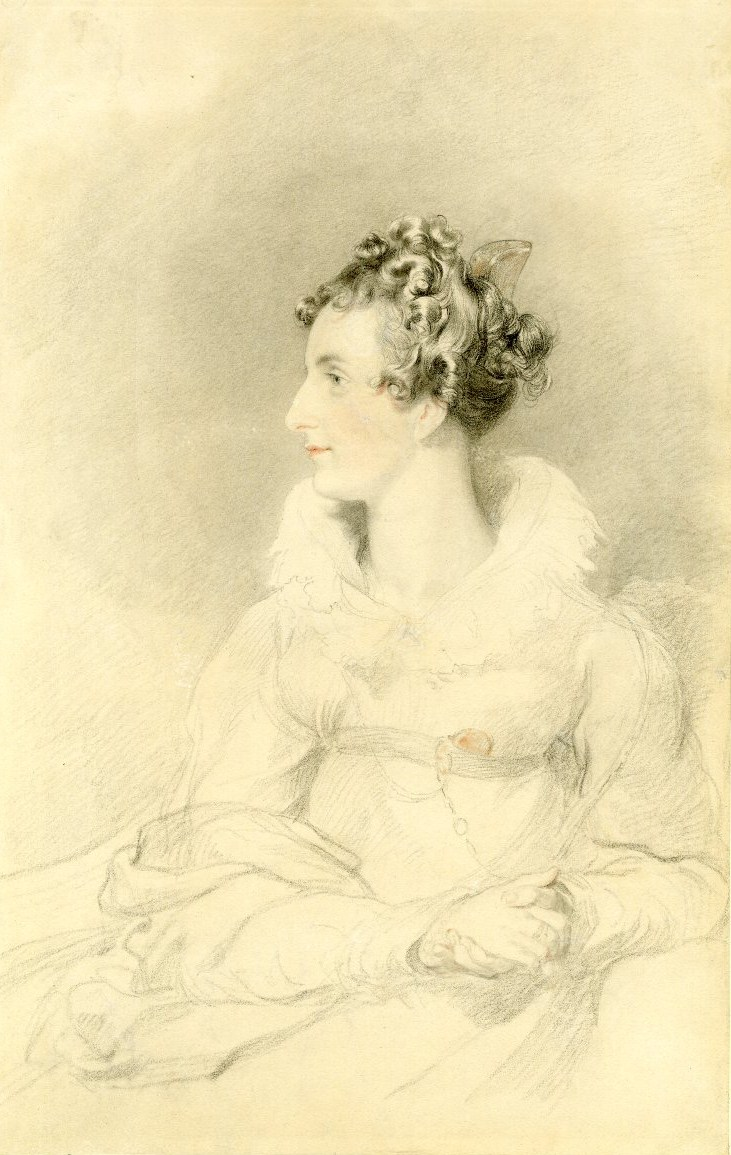
Портрет Розалії Жевуської роботи Томаса Лоренса
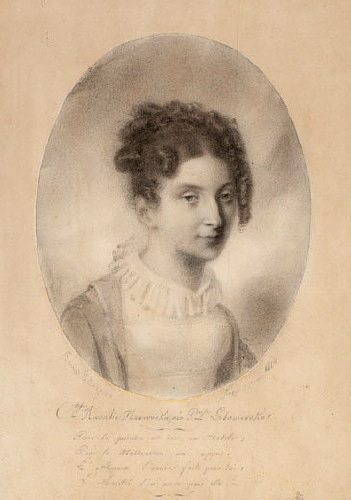
Портрет Розалії Жевуської
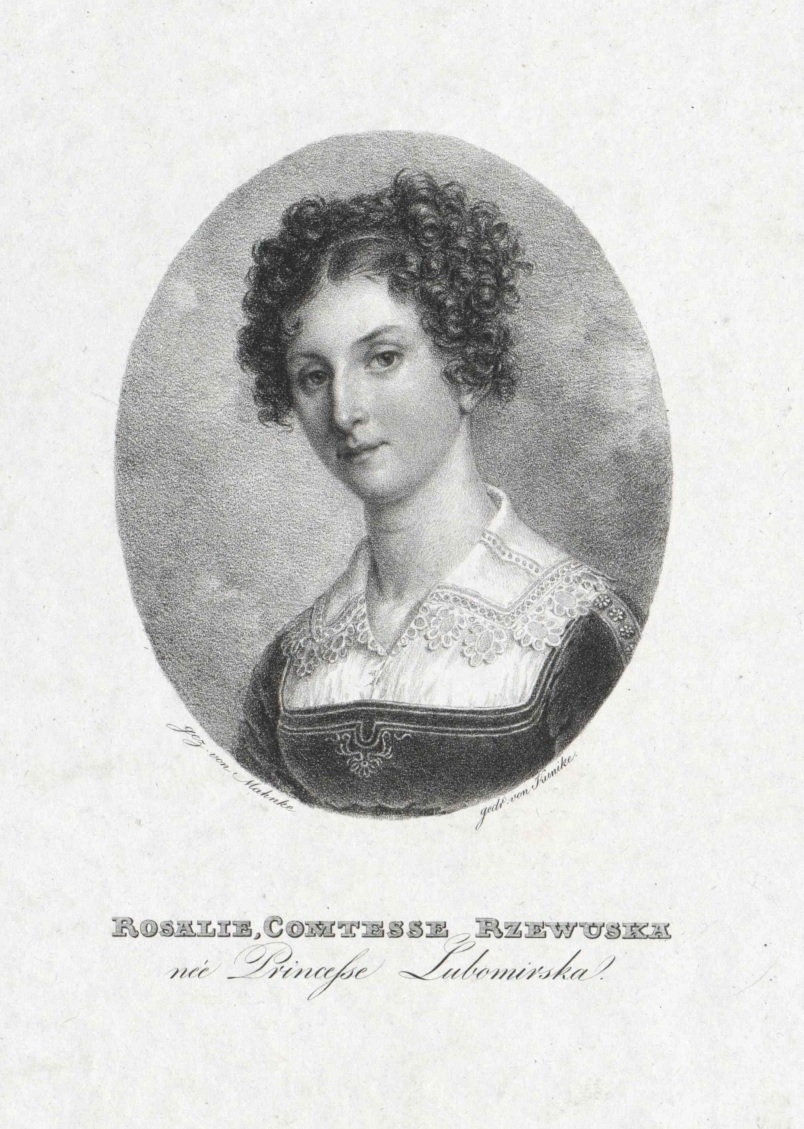
Портрет Розалії Жевуської
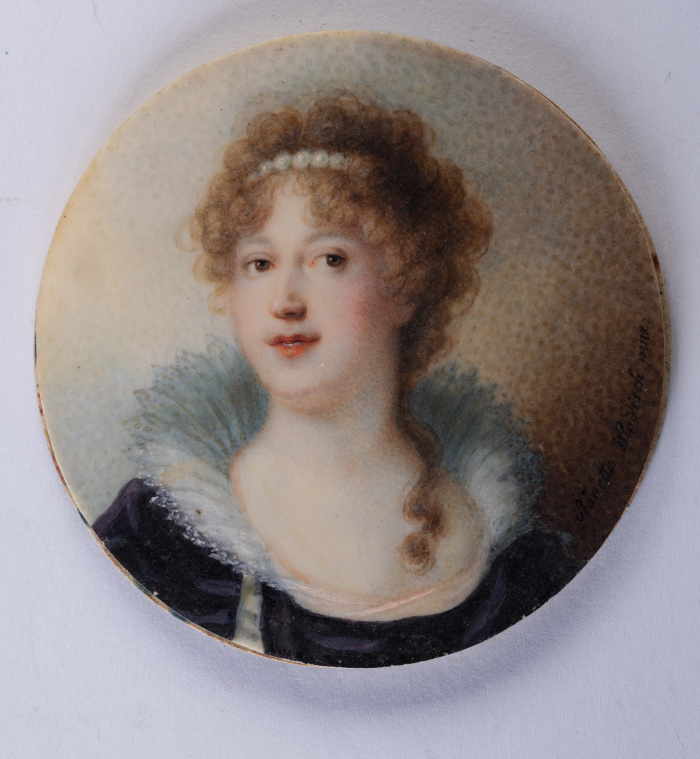
Портрет Розалії Жевуської